# Charles-Joseph Carmejane
Pour les articles homonymes, voir Carmejane.
Charles-Joseph Carmejane, baron de Pierredon (° 6 juillet 1772 à Ménerbes (Comtat Venaissin) - † 14 décembre 1830 à Avignon) est un militaire français des XVIIIe et XIXe siècles.

## Biographie
Charles-Joseph Carmejane entre comme élève du roi à l'École militaire  de Beaumont-en-Auge (Normandie) le 5 février 1782 après avoir fait, en 1781, ses preuves de noblesse par-devant d'Hozier de Sérigny, juge d'armes de France.
Admis comme cadet gentilhomme sous-lieutenant à l'École militaire de Paris le 1er septembre 1787, Carmejane passa le 1er septembre 1789 lieutenant en second dans le régiment d'artillerie de La Fère (1er, où servait alors le lieutenant Napoleone Buonaparte), et le 1er avril 1791 lieutenant en premier dans le régiment de Toul (7e).
Capitaine le 18 mai 1792, il fit les campagnes de 1792 à l'an II aux armées du Nord, du Centre et de la Moselle. Détaché de sa compagnie, il fut chargé, sous les ordres du général Delaage, du commandement de l'artillerie de l'avant-garde de cette dernière armée. Il assista à la bataille de Valmy, aux combats de Pellingen, de Limbach, de Deux-Ponts et de Merteuzée.
De l'an III à l'an VII, il servit aux armées de Rhin-et-Moselle et de Mayence, commanda ensuite l'artillerie de l'avant-garde de l'armée du Danube, assista au blocus et aux affaires de Mayence, aux combats d'Oggersheim, de Kehl, de Rastadt et de Gambsheim.
Envoyé à l'armée d'Italie en l'an VIII, il prit part aux combats de Gravière, de Suze et d'Avigliano.
Chef de bataillon le 14 thermidor an IX dans le 5e régiment d'artillerie à pied, et nommé sous-directeur d'artillerie à Antibes le 29 ventôse an X, il passa le 18 messidor an XI à la sous-direction de Paris.

Sous-directeur des équipages de siège à l'armée des côtes de l'Océan le fructidor suivant, membre de la Légion d'honneur le 25 prairial an XII, il fut appelé le 30 ventôse an XIII à la sous-direction des forges de la 17e division militaire (Piémont), et nommé colonel directeur d'artillerie à Turin le 10 juillet 1806. Passé au commandement de l'artillerie à Venise le 19 mai 1808, le prince Eugène le désigna le 6 avril 1809 pour remplir les fonctions de chef d'état-major de son arme à l'armée d'Italie.

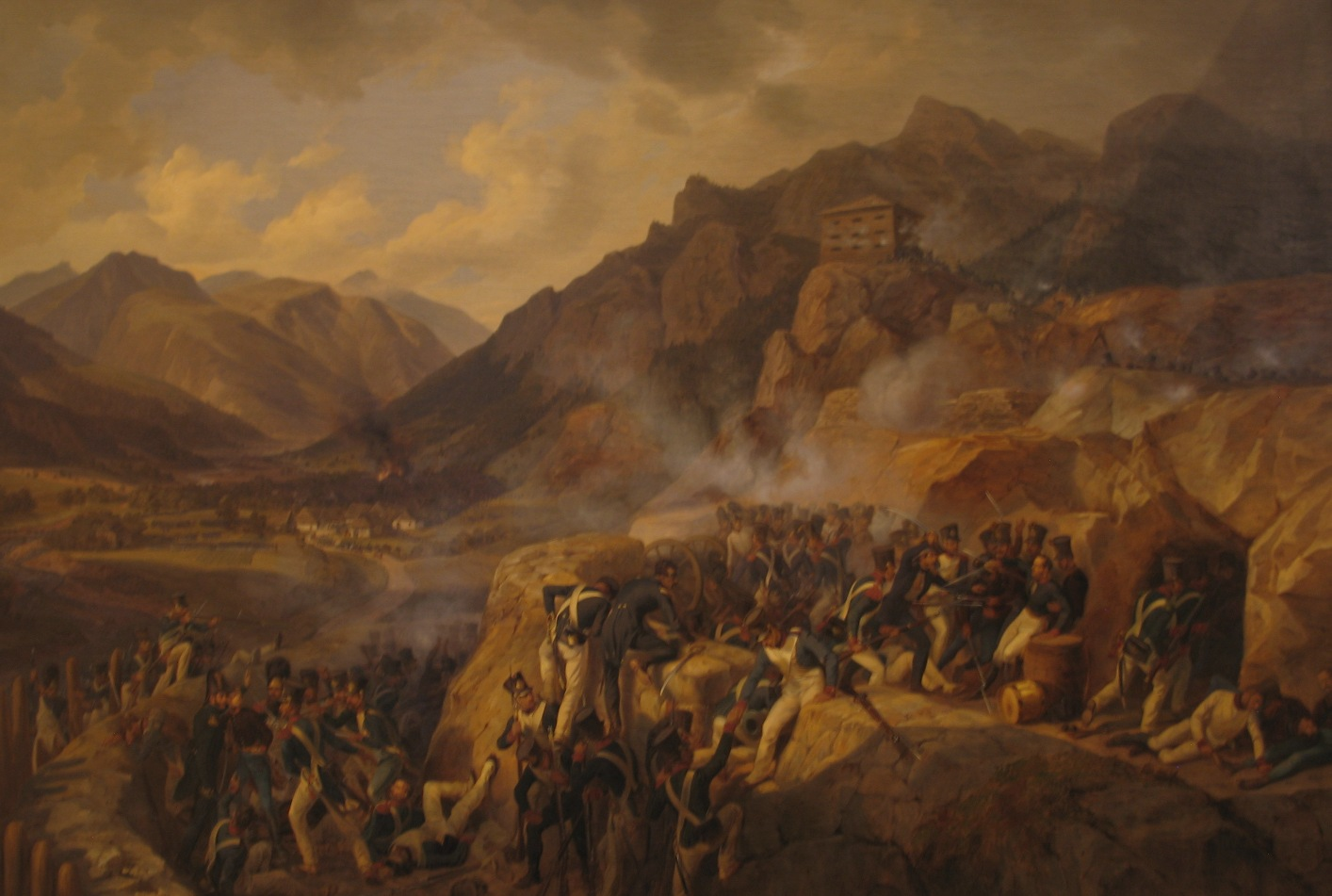
Albrecht Adam : La défense de la cabane en rondins de Malborgeth (1843) (Musée militaire de Vienne (Autriche))

 Il se trouva à la bataille de Sacile, au combat et à la prise du fort de Malborghetto, à l'affaire de Oznack, aux batailles de Raab et de Wagram. Il reçut le titre de baron de l'Empire, après cette glorieuse bataille, le 15 août 1809, avec une dotation de sept mille livres de rente.
Colonel du 5e régiment d'artillerie à pied le 1er mars 1810, et directeur de l'artillerie de Gênes le 28 mars 1811, il resta dans cette résidence jusqu'au 20 avril 1814. Il contribua à la défense de cette ville et se fit remarquer au combat livré sous ses murs le 12 avril 1814 par les Napolitains et les Anglo-Siciliens aux troupes italo-françaises.
Passé à la direction d'artillerie de Montpellier le 21 juin 1814, nommé chevalier de Saint-Louis le 20 août suivant et officier de la Légion d'honneur le 17 janvier 1815, il fut mis en non-activité le 1er septembre, et admis le 1er février 1818 au « traitement d'expectative » de son grade.
Maréchal-de-camp honoraire le 25 du même mois, il obtint la retraite de ce grade le 1er décembre 1819.
Il vint, après sa retraite, habiter sa terre patrimoniale de Pierredon, commune de Saint-Rémy-de-Provence, et épousa Stéphanie Tron de Bouchony.
Le baron Carmejane est mort à Avignon, le 14 décembre 1830. Inhumé, dans un nouveau tombeau familial érigé par son fils aîné Henri, dans la chapelle de Notre-Dame de Pierredon, il y fut rejoint, trente ans plus tard par sa veuve. Tous deux étaient morts sans laisser de testament.

## Titres
- Baron Carmejane et de l'Empire (décret du 15 août 1809, lettres patentes du 11 juin 1810 (Saint-Cloud) ;
- Titre de baron confirmé le 10 juillet 1824.

## Décorations
- Légion d'honneur :
  - Légionnaire (25 prairial an XII), puis,
  - Officier de l'ordre royal de la Légion d'honneur (17 janvier 1815) ;
- Ordre de la Couronne de fer :
  - Chevalier (23 décembre 1807) ;
- Ordre royal et militaire de Saint-Louis :
  - Chevalier (20 août 1814).

## Vie familiale
La famille de Carmejane, anciennement originaire de la province de Guyenne et Gascogne (Fumel, aujourd'hui en Lot-et-Garonne), vint s'établir à Ménerbes, au Comté Venaissin, à la fin du XVe siècle, quittant un pays ravagé par les guerres civiles et attirée, comme tant d'autres familles étrangères, par la douceur du gouvernement des Papes.
Fils ainé de François Augustin de Carmejane (3 juin 1724 - Ménerbes ✝ après 1784), capitaine au régiment de Hainaut-Infanterie, et de Marie Madeleine d'Antoine, Charles-Joseph épousa, à Avignon le 19 juin 1821, après contrat de mariage du 18 juin 1821, passé devant Me Pons, notaire, Stéphanie (Camille Marie Stéphane Thérèse) Tron de Bouchony de Montalet (19 août 1788 - Avignon ✝ 2 janvier 1860), fille de noble messire Ignace François Joseph Honoré Tron de Bouchony (4 mai 1754 - Avignon ✝ 9 avril 1812 - Avignon), chevalier, ancien capitaine au régiment de Bourgogne-Infanterie, major de l'infanterie pontificale avignonnaise, gouverneur d'Oppède et de Mornas, et d'Angélique Pauline d'Anselme. 
Ils avaient eu pour enfants :
- Alexis Henri Marie Paul (11 juin 1822 - Avignon ✝ 3 avril 1902), baron Carmejane de Pierredon, polytechnicien (X 1842), chef d'escadron d'artillerie, marié, le 16 novembre 1855 à Avignon, avec Marie Joséphine du Perron de Revel de Vesc (9 mars 1833 - Lyon ✝ 16 novembre 1896), dont :
  - Henri-Augustin Marie (5 décembre 1856 - Avignon ✝ avant 1932), baron Carmejane de Pierredon, polytechnicien (X 1877), colonel d'artillerie, marié avec la fille de Frédéric (20 novembre 1824 - Paris ✝ 20 décembre 1898 - Rœux), marquis de Chérisey, colonel de cavalerie, dont :
    - six filles ;
    - un fils, marié, dont six enfants ;

  - Charles Marie Jules Stéphane, dit le « marquis de Vesc »[3] (titre de courtoisie, car venu d'un ancêtre de sa mère) (19 novembre 1857 - château de l'Estagnol, Suze-la-Rousse (Drôme) ✝ 1941 - Argelès-Gazost (Hautes-Pyrénées), inhumé au cimetière de Contigny (Allier)), polytechnicien (X 1878), colonel d'artillerie, marié le 10 juillet 1888 à Contigny, avec Marguerite Imbert de Balorre (8 mai 1858 - Versailles ✝ 11 octobre 1930 - Clermont-Ferrand, inhumée au cimetière de Contigny), dont :
  - deux fils, dont le cadet, saint-cyrien (promotion de Montmirail : 1912-1914), eut postérité de son mariage ;
- Antoinette Marie Thérèse (née le 12 janvier 1824 - Avignon), mariée, en cette ville le 26 janvier 1848, à Auguste Marie Félicien Martin de Boudard (né le 29 juillet 1823 - Avignon), chevalier de l'ordre pontifical de Saint-Sylvestre, dont postérité ;
- Christine Marie Stéphanie (16 avril 1825 - Avignon ✝ 29 octobre 1825 - Avignon) ;
- Albin Charles Marie (né le 17 mai 1826 - Avignon), directeur des lignes télégraphiques, propriétaire de la terre et château de Lagremuse (Basses-Alpes), marié, le 21 novembre 1860 à Digne, avec Marie Claudine Jeanne (née le 8 juin 1838 - Digne), fille de Hippolyte Bonaventure Joseph, baron de Blacas-Carros, d'où :
  - Marie Thérèse (née le 16 avril 1862 - Digne) ;
- Augustin Marie Charles Joseph (né le 22 décembre 1827 - Avignon), religieux de la Compagnie de Jésus, entré au noviciat de la Compagnie à Toulouse le 9 novembre 1846, ordonné prêtre à Aix-en-Provence le 29 mai 1858, admis à ses vœux de profès à Avignon le 2 février 1863 ;
- Marie Pauline Thérèse (née le 14 mai 1829 - Avignon), religieuse au monastère des Carmélites d'Avignon (entrée audit monastère le 6 avril 1860, admise à sa profession le 11 février 1862).

La descendance de Charles-Joseph Carmejane compte parmi les familles subsistantes de la noblesse d'Empire.

## Armoiries
| Figure | Blasonnement |
|        | Armes anciennes de la famille Carmejane D'or, au chevron de gueules, accompagné de trois flammes au naturel (alias « du même »), au chef d'azur, chargé de trois étoiles d'argent., |
|        | Armes du baron Carmejane et de l'Empire (décret du 15 août 1809, lettres patentes du 11 juin 1810 (Saint-Cloud)) Écartelé : au premier d'or au chevron de gueules accompagné de trois larmes du même au comble d'azur, chargé de trois étoiles d'argent en fasce ; au deuxième de gueules, à l'épée haute d'argent posée en pal, qui est des Barons-Militaires ; au troisième de gueules, au lion d'argent tenant une grenade de sable allumée d'argent, qui est de l'artillerie ; au quatrième d'or, à la bande d'azur chargée de trois étoiles, d'argent, qui est d'Antoine de Pierredon., Livrées : les couleurs de l'écu. |
|        | Armes modernes de la famille Carmejane Écartelé : au 1, palé d'argent et d'azur de six pièces, au chef d'or, qui est de Vesc ; au 2, de gueules, à l'épée haute d'argent posée en pal, qui est des Barons-Militaires ; au 3, de gueules, au lion d'argent tenant une grenade de sable allumée d'argent, qui est de l'artillerie ; au 4, d'or, à la bande d'azur chargée de trois étoiles, d'argent, qui est d'Antoine de Pierredon. Sur le tout: d'or, au chevron de gueules, accompagné de trois flammes de même, au chef d'azur chargé de trois étoiles d'argent qui est de Carmejane ancien., Couronne : de baron. Supports : deux lions au naturel. Devises : - Deus, Patres, Patria ; - et encore : Pas une ne m'arreste, qui est de Vesc. |